# Chrysodeixis illuminata
Chrysodeixis illuminata là một loài bướm đêm trong họ Noctuidae.